# Ellingsenius indicus
Ellingsenius indicus är en spindeldjursart som beskrevs av Chamberlin 1932. Ellingsenius indicus ingår i släktet Ellingsenius och familjen tvåögonklokrypare. Inga underarter finns listade i Catalogue of Life.